# Ptychadena keilingi
Ptychadena keilingi é uma espécie de anfíbio da família Ranidae.
Pode ser encontrada nos seguintes países: Angola, República Democrática do Congo e Zâmbia.
Os seus habitats naturais são: savanas húmidas, campos de gramíneas de baixa altitude subtropicais ou tropicais sazonalmente húmidos ou inundados e pântanos.